# Шавшвеби
Шавшвеби (груз. შავშვები) — село в Грузии, на территории Горийского муниципалитета края (мхаре) Шида-Картли.

## География
Село находится в центральной части Грузии, на северном склоне хребта Кверинаки, на расстоянии приблизительно 9 километров (по прямой) к северо-востоку от города Гори, административного центра муниципалитета. Абсолютная высота — 751 метр над уровнем моря.

## Население
По результатам официальной переписи населения 2014 года в Шавшвеби проживал 740 человек (367 мужчин и 373 женщины). В национальной структуре населения грузины составляли 97,3 %, осетины — 1,5 %, армяне — 0,9 %.
| Год  | Население, человек |
| ---- | ------------------ |
| 2002 | 285                |
| 2014 | ↗ 740              |